# Ozegna
Ozegna és un comune (municipi) de la ciutat metropolitana de Torí, a la regió italiana del Piemont, situat a uns 30 quilòmetres al nord de Torí. A 1 de gener de 2019 la seva població era de 1.227 habitants.
Ozegna limita amb els següents municipis: Agliè, Castellamonte, Ciconio, San Giorgio Canavese, Bairo i Rivarolo Canavese.